# Heinkel He 112
El Heinkel He 112 fou un avió de caça fabricat per l'empresa de construccions aeronàutiques Heinkel Flugzeugwerke durant l'època del Tercer Reich.

## Història
Fou un dels primers avions de caça de construcció monocasc utilitzat per la Legió Còndor, que eren aviadors alemanys que combatien en el bàndol revoltat durant la guerra civil, on se'l coneixia com a “Kanonvogel”.
Model poc conegut que va competir amb el Messerschmitt Bf 109, per ser el caça de la Luftwaffe, i malgrat que no ho va aconseguir, va servir per fer els primers assajos d'avió de reacció.
El 1933 el RLM (Reichsluftfahrtministerium) alemany va crear l'especificació Rüstungsflugzeug IV per un avió de caça d'un sol tripulant, que especificava les següents característiques:
- Velocitat punta de 400 km/h a 6.000 metres podent mantenir-los durant 20 minuts.
- Estar armat amb 3 metralladores de 1.000 cartutxos cadascuna, o bé 1 canó de 20 m/m amb 200 cartutxos.
- Càrrega alar per sota de 100 kg/m², per prioritzar els girs tancats i, sobretot, el poder ascensional.
- Les prioritats estaven determinades per l'alt sostre operatiu, l'alta velocitat en aquest sostre i la maniobrabilitat en aquest ordre.

En el març de 1934 es van concretar de manera oficial en la demanda d'un avió esportiu (pel Tractat de Versalles), i aquesta demanda es va cursar a les cases més importants de construcció d'avions a saber Heinkel, Arado i Focke-Wulf, posteriorment es va comunicar a Bayerische Flugzeugwerk AG pel seu avió Messerschmitt Bf 108 “Taifun”.
Durant el 1933, els germans Günter, havien estat treballant en el projecte 1015 per complimentar el projecte “oficiós” de l'avió correu, però quan el projecte es va fer oficial, es va canviar per He-112. A partir del model Heinkel He-70, un avió turístic de 4 places, que ja tenia les característiques del nou avió, que en molts aspectes era igual però més petit.
Així doncs, era un avió totalment metàl·lic, de construcció monocasc (d'una sola peça) completament reblonat, l'ala baixa de planta el·líptica amb forma de gavina invertida (la forma del Junkers Ju 87), tren d'aterratge retràctil, que sortia de la part més baixa de les ales, el que l'hi conferia un ample de via molt gran (9 metres), i bona maniobrabilitat en terra. L'únic que tenia d'antic, era la cabina oberta amb un reposa caps, que hauria de donar més seguretat als pilots entrenats en biplans.
El motor havia de ser un Jumo 210 de 12 cilindres en V invertida, i refrigeració líquida, que no arribava mai; per això es va instal·lar un Rolls-Royce Kestrel MkIIS de les mateixes característiques i de 695 CV, accionant una hèlix bipala enllestit l'1 de setembre de 1935.

### L'Aventura del Motor Coet

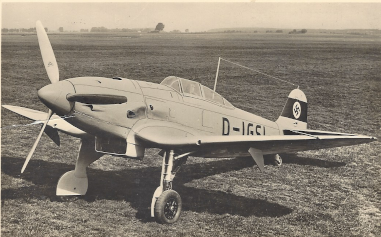
Prototype V9 D-IGSI

Ernst Heinkel va resultar un entusiasta dels avions de reacció, i va deixar molts avions d'aquest model per fer proves de motor de reacció, de tal manera que el primer avió que va volar d'una manera operativa va ser un Heinkel He-178. En aquest estat de les coses, resultava que hi havia dos possibles motors per impulsar un avió, un que estava impulsat per Wernher von Braun, que funcionava amb alcohol i oxigen líquid, i l'altre proposat per Hellmuth Walter a base de Peròxid d'hidrogen i Permanganat de Calci, que produïa vapor a alta velocitat, no sent tan controlable. Així doncs es va cercar un lloc prop de Berlín anomenat Neuhardenberg i es va començar a fer proves amb un fuselatge de He-112, quan va ser satisfactoris, el pilot Erich Warsitz es va encarregar de provar els diversos prototips que els deixava Heinkel.
El juny de 1937 es va envolar per primera vegada i, per tant, donava validesa a l'avió empès per un motor coet. Sent desmuntades les instal·lacions a finals de 1937, per traslladar-se a Peenemünde.
Van ser utilitzats per aquestes proves els prototips següents V-3, V-5, i V-8

## Dades tècniques (Heinkel He 112B-2)
- Llargada: 9,22 metres
- Amplada: 9,10 metres
- Alçaria: 3,22 metres
- Pes en buit: 1.620 kilograms
- Pes a l'envol: 2.360 kilograms
- Velocitat màxima: 510 km/h
- Velocitat de creuer: 430 km/h
- Sostre: 9.500 metres
- Autonomia: 1.150 kilòmetres
- Armament: 2 metralladores MG 17 de 7,92 m/m, de 500 cartutxos, sincronitzades en els costats del capó motor, i 2 canons MG FF de 20 m/m de 60 cartutxos en les ales.[1]

## Teatre d'Operacions

### Espanya
Degut principalment a raons del rebuig del seu avió per part de la Luftwaffe es van preparar dos prototips el V-3 i el V-6 per lluitar en la guerra civil, equipant-los amb un canó MG C-30 de 20 m/m que disparava a través de l'eix de l'hèlix, com el Dewoitine D.510. El V-6 va arribar per via marítima el 9 de desembre de 1937, sent enquadrats els dos prototips en l'esquadró Versuchsjagdgruppe 88 de la Legió Còndor, que es dedicava a assajar nous avions. Van aconseguir fets importants en atacs a terra, en canonejar i destruir blindats i trens republicans. Desgraciadament aquest avió, el V-6, es va perdre després d'una acció en aturar-se el motor el 19 de juliol de 1938.
Posteriorment, van arribar més aparells dedicant-se principalment en atacs a terra, encara que també van tenir enfrontaments amb els Polikarpov I-15 e I-16.
Acabada la guerra, la majoria d'aquests aparells són enviats al Marroc a protegir l'espai aeri del protectorat, on es va produir un curiós incident el 3 de març de 1943 quan el tinent Miguel Entrena Klett pilotant un He-112 espanyol, va metrallar a un Lockheed P-38 Ligthning americà que havia violat l'espai aeri espanyol. L'últim He-112 es va retirar l'any 1952.

### Alemanya
Quan encara s'estaven renovant la Luftwaffe o s'estava creant, segons com es miri, va esclatar la Crisi dels Sudets del 1938, i el govern alemany va fer servir tot el material que hi havia en el territori. Com s'estava preparant la comanda del Heinkel He-112 pel Japó, el govern els va fer servir, i quan es va acabar la crisi, es van retornar a fàbrica.
D'altra banda, el govern alemany havia fet una comanda de 15 aparells com a complement del Messerschmitt Bf 109, que es va acabar de servir en 1937 i que majoritàriament es van fer servir per proves.

### Hongria
Les Magyar Királyi Honvéd Légierö van comandar 36 aparells, després que els pilots hongaresos l'haguessin provat en la Guerra Civil espanyola, i el Major Barkasz hagués fet un informe molt favorable en provar el prototip V-6. Durant la Segona Guerra Mundial, aquests aparells van ser desplegats en el sud, i destruïts durant els bombardeigs aliats.

### Japó
Va ser el primer país a comandar aparells d'aquest tipus. En concret, en 1937 ja va fer la comanda de 30 amb possibilitat d'adquirir-ne 100 més. Pel que sembla es van emportar els dos prototips V-9 i V-11, i van rebre algun aparell més, que van servir sobretot per tasques d'ensenyament de pilots. Però a causa del que s'ha comentat abans de la Crisi dels Sudets, i que als pilots els convencia més la maniobrabilitat del Mitsubishi A5M, es va cancel·lar la comanda de 100, i es van retornar 12, que van acabar en Espanya.

### Romania
La Fortele Ariene Regale Româna estaven a la “grenya” amb els seus veïns Hongria i la Unió Soviètica per qüestions de territori, i en 1939 es va presentar l'oportunitat d'aconseguir 24 Heinkel He-112B de fàbrica, que va adquirir augmentant la comanda fins a 30 aparells amb possibilitat d'augmentar. El darrer d'aquests aparells es va servir el 1940. Van servir per a la defensa de Bucarest, i quan van formar part de les forces de l'eix, van atacar el sol rus, fins a 1944 que es van tornar a reincorporar a les forces aliades, moment en què encara restaven alguns aparells en servei.

## Models
- He-112V-1

Primer prototip, presentat per les proves d'avió de caça en Travemünde el 8 de febrer de 1936, equipat amb motor Rolls-Royce Kestrel MkIIS de 12 cilindres en V invertida, i refrigeració líquida, de 695 CV. Enviat a fàbrica per canviar les ales per unes de més primes i retallades a les puntes.
- He-112V-2

Segon prototip, presentat el 15 d'abril amb motor Jumo que va equilibrar les proves amb el Messerschmitt Bf 109, però aquest es mostrava millor encara en velocitat, en alçaria i maniobrabilitat. Destruït el 2 de maig durant les proves, reparat i tornat a destruir.
- He-112V-3

Tercer prototip, presentat en juny de 1936, primer de la sèrie A-0, amb motor Jumo 210Da. Deixat per la prova del motor coet, va explotar i tornar a ser reconstruït, va acabar en Espanya.
- He-112V-4 - V-6

Prototips inclosos en la sèrie A-0 amb motor Jumo 210Da i armats amb dues metralladores MG 17 en el capó. El V-5 va ser donat a Wernher von Braun, per proves de motor coet. El V-6 portava el motor Jumo 210C, va acabar en Espanya.
- He-112V-8

Darrer prototip de la sèrie A-0, equipat amb motor Daimler Benz DB 600 de 910 CV, hèlix tripala i pas variable. Va ser un banc de proves pel nou motor i el seu sistema de refrigeració, ja que feia servir més l'oli que el refrigerant glicol. En març de 1937 va realitzar proves de motor coet a Peenemünde amb èxit i retornat a fàbrica. Tornat a convertir en avió normal, va ser enviat a Espanya on es va accidentar en juliol de 1938.
- He-112V-9

Primer prototip de la sèrie B, amb motor Jumo 210Ea completament redissenyat en la part posterior amb nou empenatge de cua, els timons de profunditat estaven quan acabava el timo de direcció (més alts i més grans), a més tots els reblons eren de cap embotits i el radiador es podia retreure en vol, el pes en vuit reduït, i nova cabina tancada de bombolla de tres peces, que el feia agafar els 485 km/h a 4.000 metres, 20 km/h més ràpid que el Bf 109. Va ser molt utilitzat en espectacles aeris per captar clients.
- He-112V-10 - V-11

Prototips dissenyats per dur el motor Jumo 211A de 960 CV, però la manca de motors en l'època de 1933-1938, els va dotar de motor Daimler Benz DB 601Aa i Daimler Benz DB 600 de manera respectiva, axó junt amb una hèlix tripala duia a abastar el V-10 els 570 km/h.
- He-112V-12

Darrer prototip, equipat amb motor Jumo 210Ga de 700 CV a l'envol i injecció directa que reduïa el consum, i donava més abast.
- He-112A-0

Sèrie que conté els prototips V-3 fins al V-8, conté també els A-01 fins a l'A-06. Un d'aquests avions va servir per desenvolupar el model embarcat He-112C. Els A-05 i el A-06 es van vendre al Japó
- He-112B

Sèrie més fabricada, inclou els prototips V-9 fins al V-12, estandarditza l'armament en dues metralladores en el capó MG 17 de 7,69 m/m, de 500 cartutxos i dos canons MG FF de 20m en les ales de 70 cartutxos, i una nova mira de punteria de reflexió Zeiss Revi 3B.
- He-112C

Denominació del model desenvolupat a partir d'un A-0 transformat per poder actuar des d'un Portaavions.